# Mimosa sordida
Mimosa sordida är en ärtväxtart som beskrevs av George Bentham. Mimosa sordida ingår i släktet mimosor, och familjen ärtväxter.

## Underarter
Arten delas in i följande underarter:
- M. s. glabrescens
- M. s. sordida